# 拉马农
拉马农（法語：Lamanon，法語發音：[lamanɔ̃]）是法国罗讷河口省的一个市镇，位于该省东部，属于普罗旺斯地区艾克斯区。

## 地理
拉马农（43°42'7"N, 5°5'11"E）面积19.19 平方千米，位于法国普罗旺斯-阿尔卑斯-蓝色海岸大区罗讷河口省，该省份为法国东南部沿海省份，北起沃克吕兹省，西接加尔省，南濒地中海，东临瓦尔省。
与拉马农接壤的市镇（或旧市镇、城区）包括：阿兰斯、欧龙、埃吉耶尔、普罗旺斯地区萨隆、塞纳斯。
拉马农的时区为UTC+01:00、UTC+02:00（夏令时）。

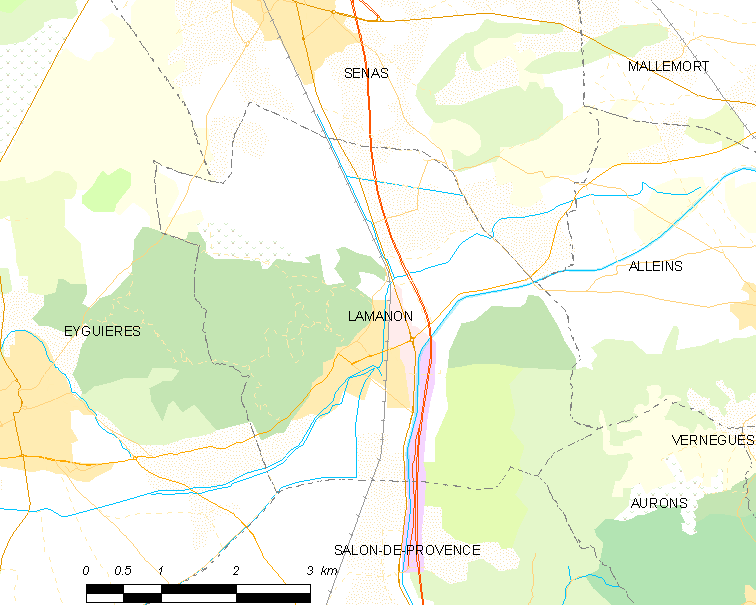
拉马农的OSM定位图

## 行政
拉马农的邮政编码为13113，INSEE市镇编码为13049。

## 政治
拉马农所属的省级选区为普罗旺斯地区萨隆第一县。

## 人口

1962-2008年间拉马农人口变化图示

拉马农于2022年1月1日时的人口数量为2069人。